# Tiffani-Amber Thiessen
Tiffani-Amber Thiessen (født 23. januar 1974) er amerikansk film- og Tv-skuespillerinde, som er bedst kendt for sin rolle som Valerie Malone i tv-serien Beverly Hills 90210 fra 1994-1998. Efter mange år, hvor hun har brugt sit fulde navn, bliver hun nu kun kaldt Tiffani Thiessen.

## Biografi

### Opvækst
Thiessen er født den 23. januar 1974 i Long Beach, Californien, USA, som datter af Frank, en parkdesigner og Robyn, husmor. Thiessen er af tysk, græsk, tyrkisk og walisisk herkomst.

Hun har engang udtalt til InStyle: "Jeg er et gadekryds. Jeg har så meget af alting inde i mig og, halvdelen ved jeg ikke engang, hvad er. Tysk på den ene side, græsk, tyrkisk og walisisk på den anden. Min mor er mørklødet og jeg har mine blå øjne fra min far" . Hun har udtalt, at hendes bror, Todd, er en af hendes vigtigste inspirationskilder, mens hendes mor og bedstemor er hendes rollemodeller.  Thiessens onkel, Roger Ernest, som gik på samme college som instruktøren Steven Spielberg, og som hjalp Steven med at skrive en af hans studie-film, var en af de første til at foreslå Thiessen en skuespillerkarriere.

### Karriere
Thiessens gennembrud var i tv-serien Saved by the Bell, som den søde pige Kelly Kapowski, en rolle hun også havde i den kort-livede serie Saved by the Bell: The College Years. Denne rolle var meget anderledes i forhold til hendes næste store rolle som falske og til tider onde Valerie Malone i tv-serien Beverly Hills 90210.
Thiessen var senere med som gæstemedvirkende i sitcommen Two Guys and a Girl og i den kortlivede action-serie Fastlane og en medvirkende i Just Shoot Me!. Hendes filmroller har der ikke været mange af og fleste er blevet kritiseret meget. I 2002, var hun med i filmen Hollywood Ending, instrueret af Woody Allen.
I 2005, udsendte hun en kortfilm (21 minutter), hun selv havde instrueret, der hed Just Pray. Den var med til flere filmfestivaller og var det første større projekt fra Thiessens produktionsfirma, "Tit 4 Tat Productions".
I januar 2007 var hun med i ABC's dramaserie What About Brian, hvor hun spiller Brians chef og har en potentiel forkærlighed for Adam. Men i maj 2007 aflyste ABC serien.

### Privat
Mens Thiessen spillede med i Saved by the Bell og Beverly Hills 90210 var hun sammen med medskuespilleren fra Beverly- Brian Austin Green. De var sammen fra 1992-1995. Hun havde også et kort forhold til en anden medskuespiller fra Beverly nemlig Jason Priestley i 1997.
I marts 1999, begik hendes daværende kæreste, David Strickland, selvmord. Fra oktober 2001 til april 2003, var hun sammen med skuespilleren Richard Ruccolo, som hun havde mødt under Two Guys and a Girl. Den 9. juli 2005 blev Thiessen gift med skuespilleren Brady Smith i Montecito, Californien.
Thiessen er en del af "Make-a-Wish Foundation". I februar 2006 sagde hun ja til være repræsentant til National Advisory Council for organisationen.

### Trivia
- Hun er nære venner med sin gamle Beverly Hills 90210-kollega Jennie Garth.
- Vandt i 1987 "Miss Junior America"-skønhedskonkurrence.
- Er 1.65 m høj.
- Blandt gæsterne ved hendes bryllup med Brady Smith, var de gamle kolleger fra Beverly Hills Jason Priestley, Jennie Garth, Tori Spelling og Lindsay Price.
- Ved sit bryllup bar hun en kjole, der var designet af "Vera Vang".
- Hun var selv gæst ved Jason Priestleys bryllup med Naomi Lowde-Priestley.
- Hun fik tilbudt en rolle i Heksene fra Warren Manor som Shannen Dohertys afløser.
- Arbejdede som frivillig i en sommerlejr for kræftramte børn nær Ketchum, Idaho, USA i 2006.

## Filmografi
| År        | Titel                                                    | Rolle                        | Bemærkninger                                                        |
| --------- | -------------------------------------------------------- | ---------------------------- | ------------------------------------------------------------------- |
| 1989-1993 | Saved by the Bell                                        | Kelly Kapowski               | Tv-serie                                                            |
| 1990      | Charles in Charge                                        | Jennifer                     | Episoden: There's a Girl in My Ficus                                |
| 1990      | Married with Children                                    | Heather McCoy                | Episodem: What Goes Around Came Around                              |
| 1990      | Valerie                                                  | Brooke                       | Episoderne: California Dreamin': Part 1 California Dreamin': Part 2 |
| 1992      | Saved by the Bell: Hawaiian Style                        | Kelly Kapowski               | Tv-film                                                             |
| 1992      | Step by Step                                             | Tina Gordon                  | Episoden: Daddy's Girl                                              |
| 1992      | Blossom                                                  | Ricki                        | Episoden: Driver's Education                                        |
| 1992      | A Killer Among Friends                                   | Jenny Monroe                 | Tv-film                                                             |
| 1992      | The Powers That Be                                       | Barbara                      | Episoden: The Intern                                                |
| 1993      | Son in Law                                               | Tracy                        |                                                                     |
| 1993-1994 | Saved by the Bell: The College Years                     | Kelly Kapowski               | Tv-serie                                                            |
| 1994      | Saved by the Bell: Wedding in Las Vegas                  | Kelly Kapowski               | Tv-film                                                             |
| 1994      | Burke's Law                                              | Andrea Pierce                | Episoden: Who Killed Romeo?                                         |
| 1994-1998 | Beverly Hills, 90210                                     | Valerie Malone               | Tv-serie                                                            |
| 1995      | The Stranger Beside Me                                   | Jennifer Gallagher           | Tv-film                                                             |
| 1995      | She Fought Alone                                         | Caitlin Rose                 | Tv-film                                                             |
| 1996      | Sweet Dreams                                             | Alison Sullivan              | Tv-film                                                             |
| 1996      | Buried Secrets                                           | Annalisse Vellum             | Tv-film Co-producer                                                 |
| 1999      | Speedway Junky                                           | Wilma Price                  |                                                                     |
| 1999      | From Dusk Till Dawn 2: Texas Blood Money                 | Pam                          |                                                                     |
| 1999      | Love Stinks                                              | Rebecca Melini/Juliette      |                                                                     |
| 1999      | Cupid                                                    | Stephanie MacGregor          | Episoden: The Children's Hour                                       |
| 1999      | NewsRadio                                                | Foxy Jackson                 | Episoden: Assistant                                                 |
| 2000      | Ivans XTC                                                | Marie Stein                  |                                                                     |
| 2000      | The Ladies Man                                           | Honey DeLune                 |                                                                     |
| 2000      | Shriek If You Know What I Did Last Friday the Thirteenth | Hagitha Utslay               |                                                                     |
| 2000      | Two Guys, a Girl and a Pizza Place                       | Marti                        | 8 episoder i serien                                                 |
| 2001      | Everything But the Girl                                  | Denise                       | Tv-film                                                             |
| 2001      | A Christmas Adventure from a Book Called Wisely's Tales  | Harpe                        | Stemme                                                              |
| 2001      | Just Shoot Me!                                           | Amy Watson                   | 3 episoder i serien                                                 |
| 2002      | Hollywood Ending                                         | Sharon Bates                 |                                                                     |
| 2002-2003 | Fastlane                                                 | Wilhelmina 'Billie' Chambers | Tv-serie                                                            |
| 2003-2004 | Good Morning, Miami                                      | Victoria Hill                | 11 episoder i serien                                                |
| 2005      | Just Pray                                                | ---                          | Kortfilm Kun co-producer                                            |
| 2006      | CSI: Miami                                               | Lainey                       | Tv-serie                                                            |
| 2007      | Pandemic                                                 | Kayla Martin                 | Mini-serie                                                          |
| 2007      | What About Brian                                         | Natasha Drew                 | Tv-serie                                                            |
| 2008      | Cyborg Soldier                                           | Lindsey Reardon              |                                                                     |
| 2009      | White Collar                                             | Elizabeth                    | Tv-serie                                                            |

### Nomineringer
Teen Choice Awards
- 2003: Nomineret: "TV Actress – Drama/Action Adventure" for: Fastlane

Young Artist Awards
- 1992: Nomineret: "Young Actress Starring in an Off-Primetime or Cable Series" for: Saved by the Bell
- 1993: Nomineret: "Best Young Actress in an Off-Primetime Series" for: Saved by the Bell
- 1990: Nomineret: "Outstanding Young Ensemble Cast" for: Saved by the Bell Delt med: Mark-Paul Gosselaar, Mario López, Dustin Diamond, Elizabeth Berkley og Lark Voorhies